# Talbotiella gentii
Talbotiella gentii là một loài thực vật có hoa trong họ Đậu. Loài này được Hutch. & Greenway miêu tả khoa học đầu tiên.